# St. Maria (Irl)

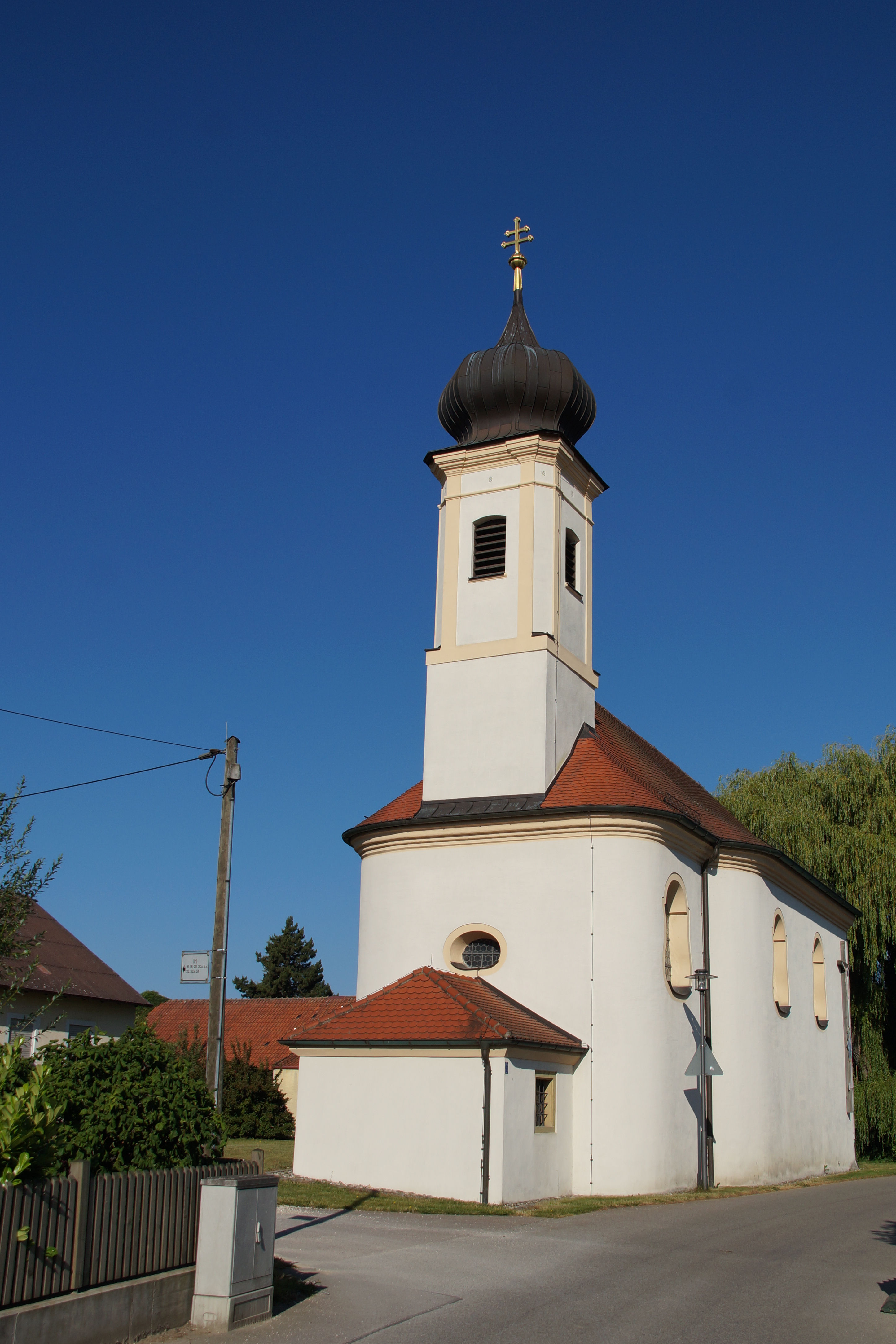
Außenansicht der Nebenkirche St. Maria von Osten

Die römisch-katholische Nebenkirche St. Maria  (lat. Beatae Mariae Virginis) im Regensburger Stadtteil Irl ist eine denkmalgeschützte Saalkirche, die im Jahr 1759 im Rokokostil errichtet wurde. Sie wird von der Pfarrei St. Martin in Barbing mitbetreut.

## Geschichte
Die Marienkirche in Irl geht im Kern auf einen spätmittelalterlichen Bau zurück, dessen genaue Entstehungszeit unbekannt ist. Die Kirche war im Jahr 1584 „wegen ihres Alters halb verfallen gewesen“ und wurde deshalb von Regensburger Domkapitel grundlegend restauriert, wie eine Steintafel über dem heutigen Kirchenportal beschreibt.
Die heutige Kirche wurde in den 1750er Jahren unter dem Domvikar und Barbinger Pfarrprovisor Johann Michael Scherbauer weitgehend neu erbaut. Von August 1759 ist die Konsekration des Rokokobaus überliefert.

## Beschreibung

### Architektur
Die kleine Rokokokirche ist ein Saalbau mit westlich abgewalmtem Satteldach. Auf der Ostseite befindet sich ein eingezogener Ovalchor, dessen gotisches Kreuzrippengewölbe vom Vorgängerbau übernommen wurde. Oberhalb des Presbyteriums sitzt ein schlanker Dachreiter mit Zwiebelhaube.

### Ausstattung
Zur Ausstattung des Kirchleins gehören drei Altäre, die in den 1750er Jahren im Rokokostil geschaffen wurden. Am Hochaltar steht eine  Holzfigur der Mutter Gottes mit Kind. Wann diese entstanden ist, liegt im Dunkeln. Sie ist entweder original gotisch oder wurde in der Barock- oder Rokokozeit im gotischen Stil nachgebildet. Im Altarauszug ist eine Reliefdarstellung der Heiligen Dreifaltigkeit zu sehen. Der nördliche (linke) Seitenaltar enthält ein Altarblatt mit einer Darstellung des heiligen Franz Xaver. Am rechten Seitenaltar befindet sich eine Figur des heiligen Johannes Nepomuk; am Auszug das Wappen der Grafen von Lerchenfeld.
Auch die reich verzierte Kanzel ist ein Werk des Rokoko. Am Kanzelkorb ist ein Relief mit Bildern aus dem Gleichnis vom Sämann zu sehen. Am Chorbogen hängt eine Rosenkranzmadonna von der Decke, deren genaue Herkunft ungeklärt ist. Die Ausmalung der Wände und der Decke im Rokokostil wurde erst bei einer Kirchenrenovierung in den Jahren 1997/98 wiederentdeckt. Das große Deckengemälde stellt die Himmelfahrt Mariens dar. Es wird der Malerwerkstatt Gebhard aus Prüfening zugeschrieben; ein Beweis dafür fehlt jedoch. An der Emporenbrüstung sind Szenen aus dem Marienleben gemalt.